# Cnidoscolus regina
Cnidoscolus regina är en törelväxtart som först beskrevs av Hermano León, och fick sitt nu gällande namn av Radcl.-sm. och Rafaël Herman Anna Govaerts. Cnidoscolus regina ingår i släktet Cnidoscolus och familjen törelväxter. IUCN kategoriserar arten globalt som akut hotad. Inga underarter finns listade i Catalogue of Life.